# Euphyia absitaria
Euphyia absitaria är en fjärilsart som beskrevs av Felder 1875. Euphyia absitaria ingår i släktet Euphyia och familjen mätare. Inga underarter finns listade i Catalogue of Life.